# Estrecho de Tartaria
El estrecho de Tartaria (también estrecho tártaro o golfo de Tartaria o golfo tártaro) (en ruso: Татарский пролив, lit. 'estrecho de Nevelskói'; en japonés, 間宮海峡, estrecho de Mamiya) es un estrecho marino que separa la isla de Sajalín de la costa continental rusa asiática, conectando el mar de Ojotsk (golfo de Sajalín) con el mar del Japón. 
Administrativamente, las tierras continentales pertenecen al krai de Jabárovsk e isla rusa de Sajalín pertenece al óblast de Sajalín.

## Geografía
El estrecho es un largo cuerpo de agua situado entre la costa continental asiática, al oeste, y la costa occidental de la isla de Sajalín. La referencia al estrecho de Tartaria se usa normalmente para todo lo largo de la costa occidental de la isla de Sajalín, desde el cabo Crillon, su punta meridional, aunque a veces se usa expresamente para la parte más angosta del tramo, situada en la parte norte. Se considera así el estrecho dividido en tres tramos: en la boca norte, el limán del Amur, de unos 120 km de longitud y en conexión directa con el golfo de Sajalín; en la parte central, el estrecho de Nevelskói, de unos 65 km, el tramo que a veces, sobre todo para los rusos, es considerado el estrecho de Tartaria; y al sur, el propio estrecho de Tartaria, con casi 700 km. El estrecho conjunto tiene una longitud de algo más de 900 km, con una anchura variable: la parte norte, la del limán del Amur, varía entre los 25 km de anchura su boca a los 40 km en su parte central; el tramo central, el estrecho de Nevelskói, con una primera parte de unos 13 km y solamente 7,6 km de anchura y una profundidad entre 4 y 20 m, y una segunda, la más meridional, de algo más de 50 km y unos 15-20 km de anchura en su inicio hasta los 35 en su parte final; el tramo sur, tiene una primera parte de unos 100 km de ancho y luego se abre progresivamente hasta alcanzar los 290 km en su parte meridional.
Los principales puertos en el estrecho son: en la costa occidental de la isla de Sajalín, de norte a sur,  Aleksándrovsk-Sajalinski (18 206 hab. en 2002), Shajtiorsk (10643 hab.), Uglegorsk (13 396 hab.), Tomari (5 338 hab.), Chéjovo (4 944 hab.), Jolmsk (la antigua capital de la isla, con 35 141 hab.) y  Névelsk (18 639 hab.); en la ribera continental, menos poblada, están Vánino (19 180 hab.) y Sovétskaya Gavan (30 480 hab.), ambos en la parte más meridional y muy cercanos.
Hoy día, un ferry ferroviario opera a través del estrecho, conectando el puerto continental de Vánino, con Jolmsk, en Sajalín. 

## Historia
El estrecho fue el lugar por el que los ainu llagaron a la isla de Sajalín desde el continente. 
El nombre Tartaria, que proviene de los tártaros, es una forma arcaica para designar varios pueblos asiáticos. En este caso, se refiere a varios pueblos de Manchuria, que en tiempos históricos fue llamada Tartaria Oriental.
En Japón, el estrecho lleva el nombre de Mamiya Rinzo (1775-1844), que lo atravesó en 1808, y quien utilizó el nombre por vez primera fue Philipp Franz von Siebold, en su libro Nippon: Archiv zur Beschreibung von Japón (1832-54). Los autores rusos prefieren darle el nombre del almirante Gennadi Nevelskói, explorador del área en 1848, que para ellos, que no conocían los trabajos de Mamiya, fue el primero que logró demostrar que el estrecho conectaba con el estuario del río Amur y que de hecho, era un estrecho y no un golfo.

## Trivia
«Estrecho de Tartaria» (Strait of Tartary) es también el nombre de un poema de Walter de la Mare, en el que habla de Tartaria como tierra de Asia en el norte de China.